# 온라인 콘솔 게임
온라인 콘솔 게임은 서비스를 위해 콘솔을 인터넷을 통해 네트워크에 연결하는 것을 포함한다. 이 연결을 통해 사용자에게 다른 사용자와 온라인으로 게임을 플레이하는 기능과 다른 온라인 서비스를 제공한다.
현재 가장 일반적인 세 가지 네트워크는 마이크로소프트의 엑스박스 네트워크, 소니그룹의 플레이스테이션 네트워크, 그리고 닌텐도의 닌텐도 스위치 온라인 및 닌텐도 네트워크이다. 이 네트워크들은 사용자가 단일 계정을 사용할 수 있는 교차 플랫폼 기능을 제공한다. 그러나 양쪽이 제공하는 서비스는 여전히 연결된 콘솔에 한정된다(예: 엑스박스 원은 엑스박스 360 게임을 다운로드할 수 없는데, 해당 게임이 엑스박스 360에서 엑스박스 원으로의 하위 호환성 프로그램의 일부인 경우는 예외이다).
이러한 네트워크가 제공하는 추가 서비스로는 추가 게임 구매, 온라인 채팅, 다운로드 가능 콘텐츠, 데모 게임 기능이 있다.

## 초기 시도
게임 콘솔의 온라인 연결에 대한 최초의 실험은 1980년대 초까지 거슬러 올라간다. 일부 콘솔의 경우, 특수 카트리지와 어댑터를 사용하여 전화 접속 인터넷 연결이 가능했다. 아타리 2600용 게임라인과 인텔리비전용 플레이케이블이 이의 두 가지 주목할 만한 예이다. 이러한 서비스는 다인용 온라인 게임 기능은 없었지만, 사용자가 중앙 서버에서 게임을 다운로드하여 플레이할 수 있도록 허용했으며, 보통 지속적인 접속을 위해 요금을 요구했다. 그러나 게임라인과 플레이케이블 모두 주류 인기를 얻지 못했고, 두 서비스는 1983년 비디오 게임 위기 동안 폐쇄되었다.
1990년대에는 가정용 콘솔을 위한 여러 온라인 게임 네트워크가 도입되었으나, 다양한 문제로 인해 콘솔 게임 산업에 큰 영향을 미 미치지 못했다. 몇 년 동안 이러한 네트워크는 일본 시장에만 국한되었다. 1996년 11월 인터뷰에서 미야모토 시게루는 온라인 다인용 게임이 주류 성공을 거두지 못했으며, 당시 기술로는 일반 소비자들이 "플러그 앤 플레이" 콘솔에서 원하는 빠르고 쉬운 시작을 제공할 수 없었기 때문에 오랫동안 그러지 못할 것이라고 언급했다.
닌텐도의 첫 온라인 이니셔티브는 1988년 일본에서만 출시된 패미컴용 패미컴 네트워크 시스템이었다. 이 장치를 통해 사용자는 게임 치트, 주식 거래, 날씨 보고서, 그리고 일부 게임의 다운로드 가능 콘텐츠와 같은 것들에 접근할 수 있었다. 그러나 성공하지 못했다.
세가 네트워크 시스템 (세가 메가넷)은 세가 메가 드라이브를 사용하는 사람들을 위한 일본의 네트워크 서비스였다. 1990년에 첫 선을 보인 이 서비스는 게임 도시칸(문자 그대로 "게임 라이브러리"를 의미) 카트리지와 함께 작동하여 콘솔에서 게임을 다운로드했다(즉, 게임은 매번 다시 다운로드해야 했다). 플레이어는 메가 드라이브 뒷면의 "EXT" DE-9 포트에 모뎀(모뎀, 1,600~2,400비트/초 속도)을 연결하고 이를 사용하여 다른 플레이어와 게임을 플레이하기 위해 전화를 걸었다. 월 요금은 800엔이었다. 이 서비스는 1990년 1월 겨울 소비자 가전 전시회(Winter CES)에서 "텔레-제네시스"라는 이름으로 북미에서도 선보였으나, 해당 지역에서는 출시되지 않았다.
세가는 이어서 유사한 온라인 서비스인 세가 채널을 1994년 12월 북미에 선보였다. 세가 채널은 General Instruments를 통해 판매된 유사한 카트리지 구매를 통해 사용자에게 새로운 게임을 콘솔로 직접 다운로드할 수 있는 기회를 제공했다. 이 서비스는 월 15달러(USD)의 비용이 들었고 한때 250,000명 이상의 미국 가입자를 보유했으며 해외에서도 팬층을 형성했지만, 세가는 이 프로젝트를 중단하고 새로운 콘솔인 세가 새턴에 온라인 포털을 제공하기로 결정했다.
AT&T는 1993년 소비자 가전 전시회에서 동시 음성 및 데이터 전송 기능을 갖춘 온라인 게임 주변기기 Edge-16을 공개했다. 그러나 AT&T는 1994년에 150달러(USD)의 가격표와 매치업 서비스의 부재(플레이어가 네트워크에서 직접 함께 플레이할 사람을 찾아야 함을 의미)로 인해 인기를 얻지 못할 것이라고 판단하여 취소했다.
1994년에 미국 회사인 캐터펄트 엔터테인먼트는 XBAND를 개발했는데, 이는 고객이 다른 사용자와 연결하여 네트워크 연결을 통해 게임을 플레이할 수 있는 서드파티 주변기기였다. 이 주변기기는 19.99달러(USD)였으며 월 50세션에 4.95달러(USD) 또는 무제한 사용에 9.95달러(USD)의 월 요금이 필요했다. XBAND는 슈퍼 NES 및 메가 드라이브 콘솔을 지원했으며 급증하는 설치 기반(1995년 하반기에 사용자 수가 4배 증가)을 얻었지만, 슈퍼 NES와 메가 드라이브의 인기가 시들해지자 주변기기는 단종되었다.
사테라뷰는 1995년 중반 일본에서 슈퍼 패미컴용으로 출시되었다. 이 서비스는 사용자에게 인기 게임의 다운로드 버전을 무료로 제공했지만, 사용자는 TV 쇼를 녹화하는 것과 유사한 방식으로 TV 안테나를 통해 특정 시간에만 게임을 다운로드해야 했다.
넷링크 for 세가 새턴은 사용자에게 웹 서핑, 이메일 확인, 온라인 다인용 게임 플레이 기능을 제공했다. 1996년에 출시된 이 모뎀 주변기기는 199달러(USD)였으며 웹 브라우저 프로그램과 한 달간의 무료 접속이 포함되었다. 이 장치의 저렴한 가격, 강력한 기능, 그리고 눈에 띄는 마케팅에도 불구하고, 1996년에 새턴 소유자의 1% 미만이 넷링크를 구매했는데, 이는 온라인 콘솔 게임이라는 아이디어가 아직 널리 관심을 얻지 못했다는 증거로 인용되었다. 소니 컴퓨터 엔터테인먼트의 필 해리슨은 1997년 원탁 회의에서 온라인 콘솔 게임 문제에 대해 이렇게 언급했다. 인용 틀이 비었음 (도움말)
내장 인터넷 연결 기능을 갖춘 최초의 가정용 콘솔인 애플 반다이 피핀은 1996년에 출시되었다. 그러나 599달러의 가격표는 다른 인터넷 게임 옵션들과 효과적으로 경쟁하는 것을 막았다(비교하자면, 세가 새턴과 별도로 판매되는 넷링크 장치를 합친 비용은 400달러 미만이었다).
필립스 CD-i와 CD-온라인 서비스(1996년 출시)도 피핀보다 저렴했지만, 평범한 기능으로 인해 어려움을 겪었다.
1999년 닌텐도는 닌텐도 64DD로 온라인 게임에 다시 도전하기로 결정했다. 이 새로운 주변기기는 자주 지연되었고 일본에서만 출시되었으며, 30,000엔을 주고 주변기기를 구매하면 사용자들이 서로 연결하여 게임 내 아트와 디자인을 공유하고 온라인으로 게임을 플레이할 수 있었다. 닌텐도가 새로운 콘솔인 닌텐도 게임큐브의 출시를 발표하기 직전에 64DD가 출시되었고, 새로운 주변기기를 지원하는 게임이 9개밖에 출시되지 않아 64DD는 게이머들에게 영향을 미치지 못했다.

## 6세대 콘솔

### 드림캐스트
세가넷은 세가가 운영하는 단명한 인터넷 서비스였으며, 드림캐스트 게임 콘솔에서 전화 접속 기반의 온라인 게임을 위해 만들어졌다. 세가의 기존 PC 전용 온라인 게임 서비스인 Heat.net을 대체한 것으로, 2000년 9월 10일 출시되었을 때 처음에는 상당히 인기가 많았다. 표준 ISP와 달리, 게임 서버는 세가넷의 내부 네트워크에 직접 연결되어 콘솔과 서버 간에 매우 낮은 연결 대기 시간을 제공했으며 표준 인터넷 액세스도 가능했다. ChuChu Rocket!은 드림캐스트용 첫 온라인 다인용 게임이었다.

### 플레이스테이션 2
플레이스테이션 2는 지역에 따라 2001년 7월부터 2003년 6월 사이에 온라인 기능을 얻었다. 통합된 서비스가 없었기 때문에 공식적인 이름도 없었고, 따라서 PAL 지역에서는 종종 PS2 네트워크 플레이, PS2 네트워크 게임, PS2 온라인 또는 넷 플레이라고 불렸다. 이로 인해 모든 온라인 기능은 게임 퍼블리셔의 책임이었고 서드파티 서버에서 실행되었다. 온라인 플레이는 원래 네트워크 어댑터 액세서리를 사용하여 이루어졌지만, 나중에 슬림 콘솔의 내장 기능이 되었으며 이더넷 케이블 또는 일부 시장에서는 전화선 포트를 통한 전화 접속 연결이 가능했다. 높은 평가를 받은 토니 호크 프로 스케이터 3이 첫 온라인 타이틀이었고, SOCOM U.S. Navy SEALs와 함께 북미 및 EU 시장에 동시 출시되어 온라인 음성 채팅을 지원하며 성공을 이끌었다.

## 현대 네트워크

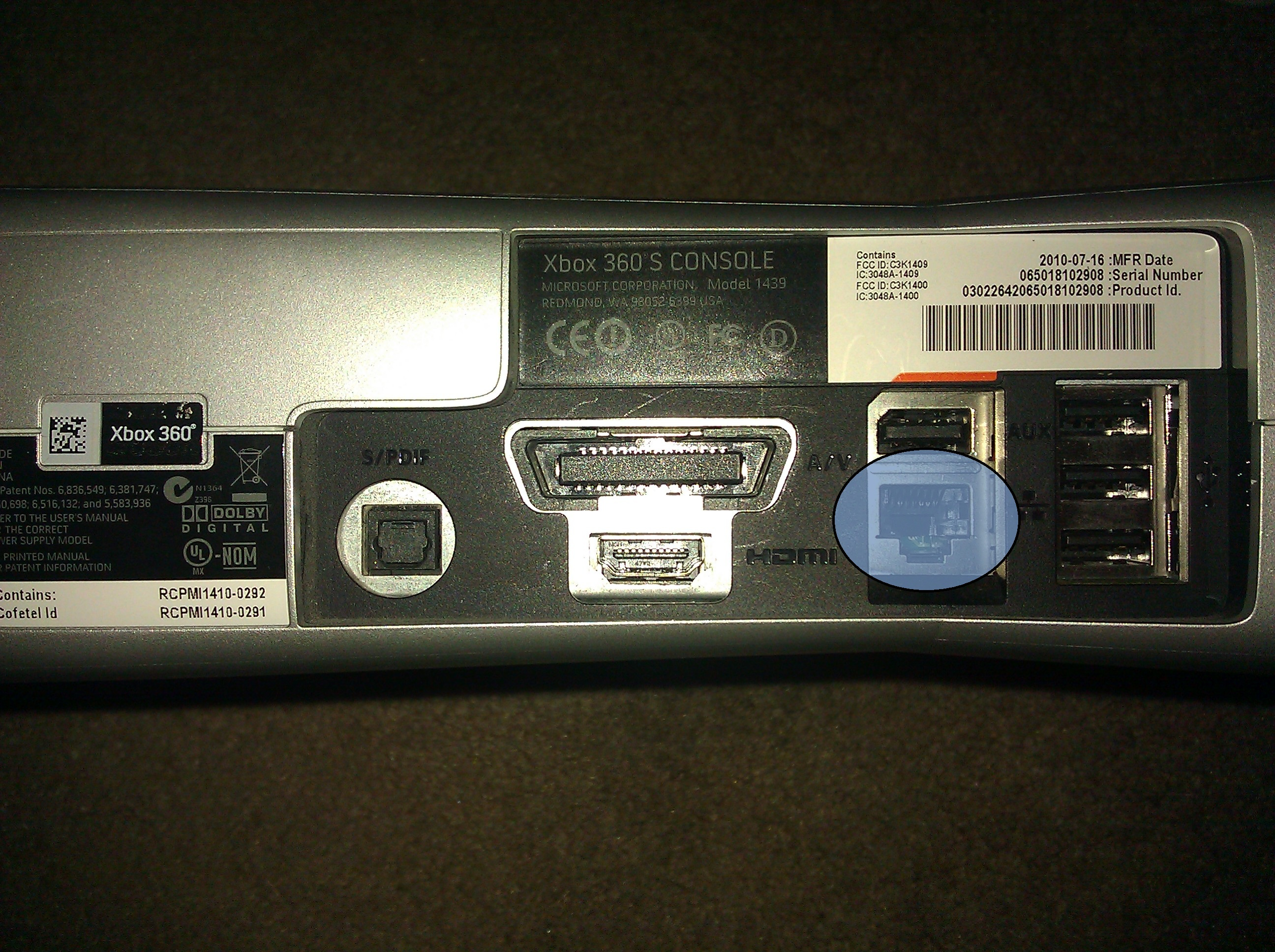
현대 콘솔에는 이더넷 포트가 포함되어 있어 사용자가 콘솔의 온라인 게임 네트워크에 연결할 수 있다. 이것은 엑스박스 360 슬림 모델의 이더넷 포트 위치이다.

### 엑스박스 네트워크 (이전 엑스박스 라이브)
엑스박스 네트워크는 원래 엑스박스 라이브로 브랜딩되었으며, 마이크로소프트 법인이 만들고 운영하는 온라인 다인용 게임 및 디지털 미디어 전송 서비스이다. 2002년 엑스박스 시스템에서 처음으로 사용할 수 있게 되었다. 서비스의 업데이트된 버전은 2005년 시스템 출시 시 엑스박스 360 콘솔에서 사용할 수 있게 되었다. 이 서비스는 2007년 윈도우 플랫폼으로 확장되어 Games for Windows – Live라는 이름으로 시스템의 대부분을 윈도우 컴퓨터에서 사용할 수 있게 했다. 마이크로소프트는 라이브 애니웨어 이니셔티브의 일환으로 라이브를 휴대용 및 휴대 전화와 같은 다른 플랫폼으로 확장할 계획을 발표했다. 마이크로소프트의 윈도우 폰 7을 통해, 완전한 엑스박스 라이브 기능이 2010년 후반에 출시된 새로운 윈도우 폰에 통합되었다.
엑스박스 라이브 서비스는 무료 및 구독 기반 서비스로 모두 제공되며, 각각 엑스박스 라이브 프리와 엑스박스 라이브 골드로 알려져 있으며, 온라인 게임과 같은 일부 기능은 골드 서비스로 제한된다. 2010년 10월 이전에는 무료 서비스가 엑스박스 라이브 실버로 알려져 있었다.
2011년 6월 10일, 이 서비스는 마이크로소프트의 윈도우 8에 완전히 통합될 것이라고 발표되었다.
엑스박스 라이브는 마이크로소프트의 미래 콘솔인 엑스박스 원과 엑스박스 시리즈 X/S의 일부로 계속 제공되었으며, 윈도우 10 및 윈도우 11과도 통합되었다. 엑스박스 라이브 골드 구독은 엑스박스 게임 패스 얼티밋 서비스의 일부로도 묶여 엑스박스 라이브 서비스와 엑스박스 게임 패스에서 제공되는 게임 라이브러리를 모두 제공했다. 마이크로소프트는 2021년 3월에 이 서비스를 단순히 엑스박스 네트워크로 리브랜딩했다. 2021년 1월 기준으로 마이크로소프트는 1억 명 이상의 엑스박스 네트워크 구독자(엑스박스 게임 패스 구독을 통한 구독자 포함)가 있다고 보고했다.

### 플레이스테이션 네트워크
플레이스테이션 네트워크, 종종 PSN으로 약칭되며, 소니 컴퓨터 엔터테인먼트가 플레이스테이션 3, 플레이스테이션 4, 플레이스테이션 5, 플레이스테이션 포터블 및 플레이스테이션 비타 비디오 게임 콘솔과 함께 사용하기 위해 제공/운영하는 온라인 다인용 게임 및 디지털 미디어 전송 서비스이다. 플레이스테이션 네트워크는 무료로 사용할 수 있으며, 사용자에게 온라인 활동을 위한 신원을 부여하고 게임에서 트로피를 얻을 수 있도록 한다.

#### 플레이스테이션 플러스
플레이스테이션 네트워크의 유료 구독인 플레이스테이션 플러스는 온라인 게임 플레이(무료 플레이로 제공되지 않는 경우) 및 지원되는 게임의 클라우드 저장과 같은 추가 기능을 제공한다. 또한 플러스 구독자는 매월 플레이스테이션 스토어에서 무료 게임과 특별 할인을 이용할 수 있다. 2021년 10월 기준으로 소니는 4,720만 명 이상의 플레이스테이션 플러스 구독자를 보고했다.

### 닌텐도 네트워크
닌텐도 네트워크는 닌텐도 Wi-Fi 커넥션에 이어 닌텐도의 두 번째 온라인 서비스로, 닌텐도 3DS 및 Wii U 호환 게임에 온라인 플레이를 제공한다. 2012년 1월 26일 투자자 회의에서 발표되었다. 닌텐도의 사장인 이와타 사토루는 "특정 기능과 개념에 중점을 둔 닌텐도 Wi-Fi 커넥션과 달리, 닌텐도 네트워크 서비스를 통해 소비자들이 이용할 수 있는 다양한 서비스가 연결되어 회사가 소비자들에게 종합적인 제안을 할 수 있는 플랫폼을 구축하는 것을 목표로 하고 있다"고 말했다. 닌텐도의 계획에는 Wii U용 개인 계정, 디지털 유통 패키지 소프트웨어, 유료 다운로드 가능 콘텐츠가 포함된다.

#### Wii (온라인)
Wii 콘솔은 내장된 802.11b/g Wi-Fi를 통해 또는 USB-이더넷 어댑터를 통해 인터넷에 연결할 수 있으며, 두 방법 모두 플레이어가 설정된 닌텐도 Wi-Fi 커넥션 서비스에 접근할 수 있도록 한다. 무선 암호화는 WEP, WPA (TKIP/RC4) 및 WPA2 (CCMP/AES)를 지원한다. AOSS 지원은 시스템 메뉴 버전 3.0에서 조용히 추가되었다.
닌텐도 DS와 마찬가지로 닌텐도는 이 서비스를 통해 플레이하는 데 요금을 부과하지 않으며 12자리 친구 코드 시스템이 플레이어가 서로 연결하는 방식을 제어한다. 각 Wii에는 Wii의 비게임 기능에 사용되는 고유한 16자리 Wii 코드도 있다. 이 시스템은 Wii 메시지 보드를 포함한 콘솔 기반 소프트웨어도 구현한다. 또한 서드파티 장치를 통해서도 인터넷에 연결할 수 있다.

#### 닌텐도 스위치 온라인
Wii 온라인 서비스와 마찬가지로, 닌텐도 스위치 온라인 서비스는 닌텐도 스위치 사용자가 다양한 다인용 게임을 온라인으로 플레이할 수 있도록 한다(무료 플레이 타이틀로 제공되는 게임 외에). 이 서비스는 또한 에뮬레이트된 닌텐도 엔터테인먼트 시스템 및 슈퍼 닌텐도 엔터테인먼트 시스템 게임을 무료로 선택하여 이용할 수 있도록 하며, 테트리스 99와 같은 다른 무료 게임도 제공한다. 2021년 10월에 추가된 확장 패스는 이 에뮬레이션 서비스를 확장하여 특정 닌텐도 64 및 세가 제네시스 게임을 포함시켰다. 구독자는 또한 에뮬레이트된 게임을 위한 특수 조이콘 컨트롤러와 같은 특정 제품에 대한 고유한 혜택을 이용할 수 있었다.
닌텐도는 2021년 9월까지 닌텐도 스위치 온라인이 3,200만 명의 구독자를 달성했다고 보고했다.